# Liste der Einträge im National Register of Historic Places im Chester County (South Carolina)

Lage des Chester County in South Carolina

Die Liste der Einträge im National Register of Historic Places im Chester County in South Carolina führt alle Bauwerke und historischen Stätten im Chester County auf, die in das National Register of Historic Places aufgenommen wurden.

## Legende
| NRHP | Historic Place    |
| HD   | Historic District |

## Aktuelle Einträge
| [ 1 ] | Name                                    | Bild                                    | Eintragsdatum                    | Lage | Ort         | Beschreibung |
| ----- | --------------------------------------- | --------------------------------------- | -------------------------------- | --- | ----------- | --- |
| 1     | Catholic Presbyterian Church            | weitere Bilder                          | 6. Mai 1971 ID-Nr. 71000762      | 14 Meilen südlich von Chester auf dem South Carolina Highway 97, dann etwa eine Meile auf der County Road 355             | Chester     | |
| 2     | Chester City Hall and Opera House       | Chester City Hall and Opera House       | 30. März 1973 ID-Nr. 73001704    | Ecke West End und Columbia Sts.                                                                                           | Chester     | |
| 3     | Chester Historic District               | weitere Bilder                          | 13. Juni 1972 ID-Nr. 72001203    | Gewerbegebiet an der Kreuzung der U.S. Route 321 und dem South Carolina Highway 72                                        | Chester     | am 15. März 1988 erweitert zu grob begrenzt durch die Hemphill Ave., Brawley, Saluda und Foote Sts. und entlang der Reedy St.; siehe ID-Nr. 87000684 |
| 4     | Colvin-Fant-Durham Farm Complex         | Colvin-Fant-Durham Farm Complex         | 30. Juli 1992 ID-Nr. 92000961    | östliche Seite des South Carolina Highway 22, etwa eine Meile westlich von der Kreuzung mit dem South Carolina Highway 16 | Chester     | |
| 5     | Cornwell Inn                            | Cornwell Inn                            | 18. Feb. 1994 ID-Nr. 94000044    | Ecke U.S. Route 321 und South Carolina Highway 205                                                                        | Blackstock  | |
| 6     | Elliott House                           |                                         | 6. Mai 1971 ID-Nr. 71000764      | nördlich von Richburg an der County Road 136                                                                              | Richburg    | |
| 7     | Fishdam Ford                            | Fishdam Ford                            | 14. Aug. 1973 ID-Nr. 73001705    | südwestlich von Chester am South Carolina Highway 72                                                                      | Chester     | |
| 8     | Great Falls Depot                       | Great Falls Depot                       | 25. Nov. 1980 ID-Nr. 80003664    | Republic St. | Great Falls | |
| 9     | Great Falls Downtown Historic District  | Great Falls Downtown Historic District  | 2. Juni 2000 ID-Nr. 00000588     | Dearborn St. zwischen Church und Republic Sts.                                                                            | Great Falls | |
| 10    | Kumler Hall                             | Kumler Hall                             | 27. Jan. 1983 ID-Nr. 83002190    | Lancaster und Cemetery Sts.                                                                                               | Chester     | |
| 11    | Lando School                            | weitere Bilder                          | 1. Juli 2009 ID-Nr. 09000485     | Schoolhouse Rd. | Lando       | |
| 12    | Landsford Canal                         | weitere Bilder                          | 3. Dez. 1969 ID-Nr. 69000163     | U.S. Route 21 | Rowell      | |
| 13    | Landsford Plantation House              | Landsford Plantation House              | 4. Feb. 1987 ID-Nr. 86003520     | County Road 595, eine halbe Meile östlich der U.S. Route 21                                                               | Richburg    | |
| 14    | Lewis Inn                               | Lewis Inn                               | 6. Mai 1971 ID-Nr. 71000763      | nordöstlich von Chester auf dem South Carolina Highway 72                                                                 | Chester     | |
| 15    | McCollum Fish Weir                      |                                         | 28. Aug. 1974 ID-Nr. 74001845    | | Lockhart    | |
| 16    | McCollum Mound                          |                                         | 23. März 1972 ID-Nr. 72001204    | Zusammenfluss des Broad River mit dem Turkey Creek                                                                        | Chester     | auch als Turkey Creek Mound bekannt |
| 17    | Mount Dearborn Military Reservation     |                                         | 16. Jan. 2018 ID-Nr. SG100001719 | | Great Falls | SG100001719 |
| 18    | People’s Free Library of South Carolina | People’s Free Library of South Carolina | 29. Okt. 1982 ID-Nr. 82001520    | Church St. | Lowrys      | |
| 19    | James Phinney House                     |                                         | 11. Okt. 2016 ID-Nr. 16000714    | 2762 Blaney Rd. | Chester     | 16000714 |
| 20    | Republic Theater                        | Republic Theater                        | 26. Nov. 1980 ID-Nr. 80003665    | 806 Dearborn St. | Great Falls | |